# Scopura
Scopura (лат.) — род веснянок, единственный представитель семейства семейства Scopuridae.

## Внешнее строение
Бескрылые веснянки. Последний сегмент брюшка личинок с нитчатыми жабрами, собранными в мутовку.

## Биология
Развитие происходит в мелководных холодных горных водотоках. Личинки питаются опавшими листьями деревьев, упавшими вводу. Продолжительность развития у японского вида Scopura montana составляет четыре года.

## Классификация
Включает 8 видов.
- Scopura bihamulata Uchida & Maruyama, 1987
- Scopura gaya Jin & Bae, 2005
- Scopura jiri Jin & Bae, 2005
- Scopurala minata Uchida & Maruyama, 1987
- Scopura longa Uéno, 1929
- Scopura montana Uchida & Maruyama, 1987
- Scopura quattuorhamulata Uchida & Maruyama, 1987
- Scopura scorea Jin & Bae, 2005

## Генетика
Митохондриальный геном изучен у вида Scopura longa. Его размер составляет 15 798 пар нуклеотидов, содержит 13 белковых генов, 22 гена транспортной РНК, два гена рибосомальной РНК и контрольную область.

## Распространение
Встречаются только в Японии и Корее.